# حل الدولة الصفري
في سياق الصراع الإسرائيلي الفلسطيني، يفترض حل الدولة الصفري Zero-state solution، بناءً على اقتراح من مركز آرييل لأبحاث السياسة (Ariel Center for Policy Research ACPR)، أنه لا توجد هوية فلسطينية فريدة وأن الفلسطينيين في الضفة الغربية يجب أن يحصلوا عليها «إعادة الحصول على الجنسية الأردنية (أي مثل الوضع قبل فك الارتباط بين المملكة الأردنية الهاشمية والضفة الغربية)» في حين أن مصر يجب أن تكون مسؤولة عن قطاع غزة. وبالتالي ليس لدى إسرائيل أي سبب للموافقة على استيعابهم أو تزويدهم بدولة، لأنهم كانوا جزءًا من تلك الدول حتى تم احتلال أراضيهم في حرب الأيام الستة عام 1967. هذا الاقتراح مشابه جدًا لحل الدول الثلاث الذي دعا إليه بعض المعلقين.
تم تقديم تفسير بديل مختلف تمامًا لـ "حل الدولة الصفري" من قبل شبكة Isocrat (حق الجميع في حكم الدولة)، قبل بضع سنوات من اقتراح ACPR. هذا المنظور اللاسلطوي هو أكثر شبهاً باسلوب بحل الدولة الواحدة، باستثناء أنه بدلاً من أولويات الدول، تعطى الأولوية للحقوق الملموسة والباطنية للأفراد. "حل الدولة الصفري " وIsocracy يرى أن اقتراح حل الدولتين ليس خيارا معقولا، "هناك بجانب أي فرصة أن نصف مليون مستوطن إسرائيلي تطلب منهم للانتقال من القدس الشرقية أو الضفة الغربية. ليست هناك فرصة قريبة من أن دولة فلسطينية بدون حدود متجاورة ستكون قابلة للحياة على الإطلاق.

## نظرة إلى (ACPR)
يفترض النهج عمومًا أن إسرائيل ستتوسع لملء الأراضي المحتلة عام 1967. تختلف المقترحات المحددة حول ما إذا كان بإمكان الفلسطينيين الحاليين البقاء حيث هم، بصفتهم غير مواطنين في إسرائيل، أو من المتوقع أن يعودوا إلى أراضي هويتهم الوطنية. كانت هناك معارضة لهذه الخطة من الفلسطينيين والأردنيين والمصريين.
يصف مقترح اللجنة الاستشارية لشؤون اللاجئين الفلسطينيين المقترح الاطاري من (ACPR)، «لاستراتيجية وطنية بشأن يهودا والسامرة ومسألة عرب إسرائيل في أرض إسرائيل»، هدفًا يتمثل في «ترسيخ اقتراح سياسي بهدف وقف حملة إسرائيل الانهزامية التي تتجلى في أقصى درجاتها. شكل في إدارة حكومة ايهود أولمرت». وهي تفترض أنه لا توجد هوية فلسطينية فريدة وأن الفلسطينيين في الضفة الغربية يجب أن يحصلوا على «استعادة الجنسية الأردنية» بينما يجب أن تتحمل مصر مسؤولية قطاع غزة. تقترح حلاً أحادي الجانب لأنها لا تعتقد أن الدول العربية ستقبل:
- فرض السيادة الإسرائيلية على الضفة الغربية
- «الأردن فلسطين» وإعادة الجنسية الأردنية إلى العرب في يهودا والسامرة
- الاستقلال المناطقي لعرب يهودا والسامرة (على أساس اتفاقيات كامب ديفيد) يرافقه بنزع كامل لمناطق الحكم الذاتي
- مناطق المستوطنات العربية الواقعة على ملكية خاصة (برنامج الفسيفساء للدكتور يوفال أرنون أوهانا)
- التصفية العسكرية لكافة القوى العسكرية والبنية التحتية العسكرية في غزة وإحالة المسؤولية عن المنطقة لمصر
- عرب إسرائيل: منح حقوق متساوية مقابل التزامات متساوية

## نظرة عامة (إيزوقراطية)
في حين أن اقتراح ACPR يعني بشكل أساسي دولة واحدة لإسرائيل، ودول صفرية للفلسطينيين، فإن الحجة من شبكة Isocrat هي إلغاء الدول بشكل عام. في هذا السياق بالذات، يجادل بأن جميع الأفراد في دولة فلسطين التاريخية يستحقون حقوقًا وحريات متساوية بغض النظر عن السلطة الحاكمة التي يعيشون في ظلها. على وجه التحديد، تقول النسخة الإيزوقراطية من حل «الدولة الصفرية» أن:
- سيكون الحكم علمانيًا وديمقراطيًا.
- لن تكون هناك مزايا خاصة على أساس جنسيات، حقيقية أو متخيلة، أو الانتماء الديني منفصلة عن حقوق جميع المواطنين.
- ستكون المنطقة وطنًا لليهود، وليس دولة يهودية فقط (كما هو الحال مع أي دين آخر أي انها يكون فيها مسليمن ومسيحين أيضا).
- ستكون الأرض منفعة عامة دون تمييز في حقوق التأجير.
- لن تكون هناك جيوش دائمة، فقط ميليشيات احتياطية وخدمات طوارئ لغرض الدفاع المحلي والنظام المدني، وليس الحرب الغازية.

## الروابط الخارجية
- اقتراح إطار لاستراتيجية وطنية بشأن يهودا والسامرة ومسألة عرب إسرائيل، 8 تشرين الثاني (نوفمبر) 2008